# HD34859
HD34859 — хімічно пекулярна зоря спектрального класу A0, що має видиму зоряну величину в смузі V приблизно  9,2.
Вона  розташована на відстані близько 1065,9 світлових років від Сонця.

## Пекулярний хімічний вміст
Зоряна атмосфера HD34859 має підвищений вміст 
Si
.